# Каменная (река, впадает в Нюк)
Каменная (Лува, устар. Ногеус-йоки) — река в России, протекает по Республике Карелия. Впадает в озеро Нюк. Длина реки — 75 км, площадь водосборного бассейна — 2510 км².
Каменная вытекает из озера Каменного, впадает в Лувозеро и меняет название на Лува. Лува протекает через озеро Кортеярви и впадает в Кимасозеро. Вытекая из него, река впадает в Нюк.
В среднем течении река имеет левый приток — Вонгозерку (с левым притоком Хейпойоки), несущую воды из озёр Вонгозера и Пирттиярви.

## Галерея
- Ногеусйоки
- Вид с автомобильного моста против течения.
- Вид с автомобильного моста по течению.

## Данные водного реестра
По данным государственного водного реестра России относится к Баренцево-Беломорскому бассейновому округу, водохозяйственный участок реки — Кемь от Юшкозерского гидроузла до Кривопорожского гидроузла. Речной бассейн реки — бассейны рек Кольского полуострова и Карелии, впадает в Белое море.